# Walther Kniebe
Walther Kniebe (* 22. Juni 1884 in Dortmund; † 13. Oktober 1970 in Bad Honnef) war ein deutscher Bildhauer und Maler.

## Leben und Werk

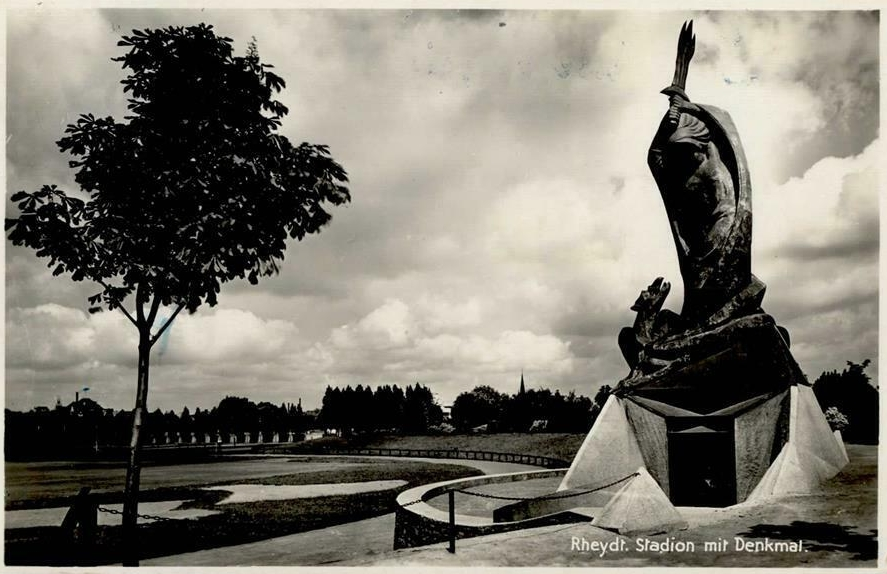
Kriegerdenkmal „Michael hilf!“ in Rheydt (Ansichtskarte, 1937)

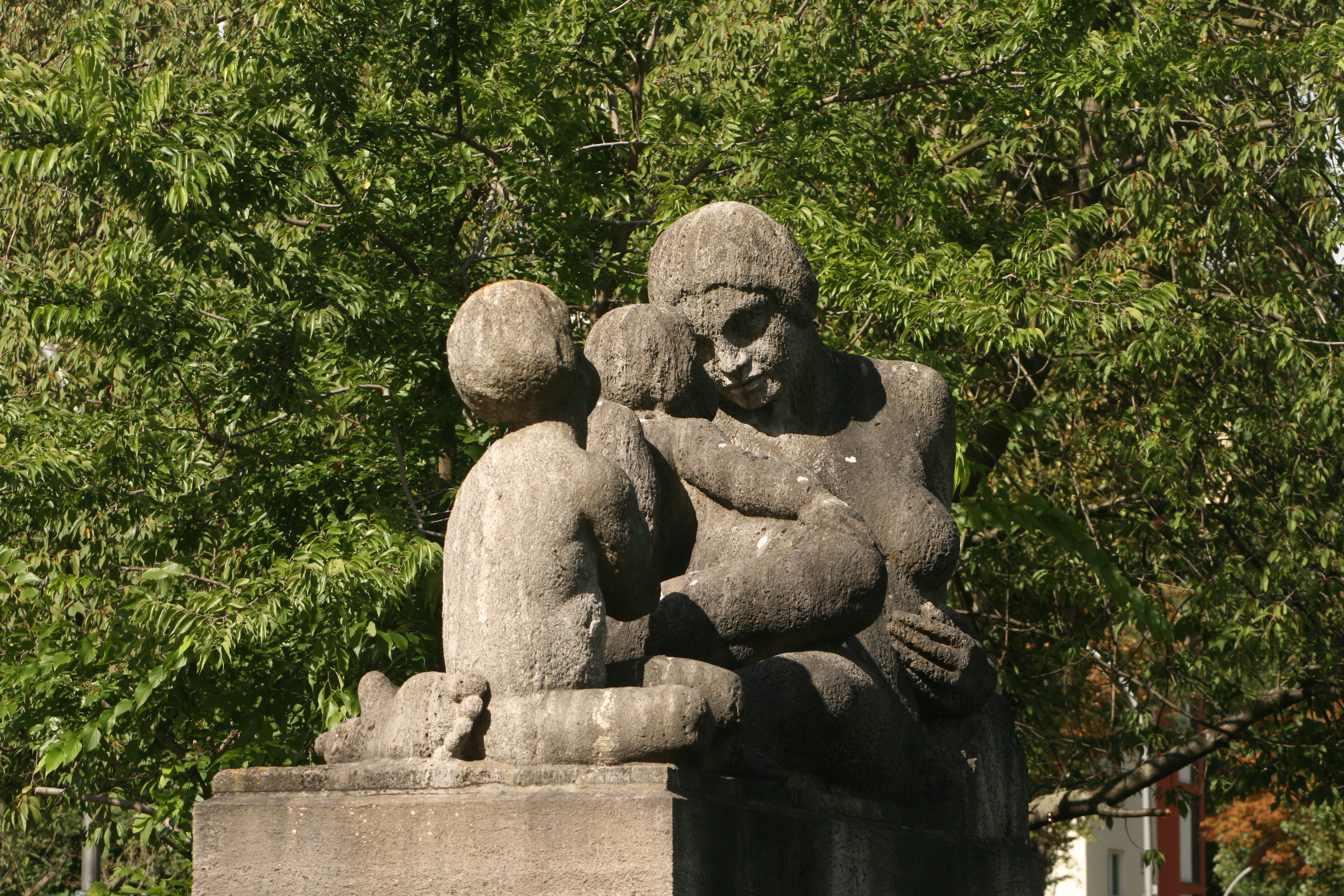
Skulptur „Mutter mit Kindern“, Neu-Tempelhof, Berlin

Kniebe war zuerst Kaufmann, dann studierte er von 1910 bis 1912 Bildhauerkunst bei Peter Behrens und Rudolf Bosselt an der von Behrens geleiteten Kunstgewerbeschule Düsseldorf, danach betrieb er ein eigenes Atelier in Düsseldorf. Zusammen mit dem Architekten Alfred Fischer beteiligte er sich 1910 an einem Entwurf für ein Bismarckdenkmal in Bingerbrück. In dem Wettbewerb, bei dem 379 Entwürfe eingingen und den das Duo Hermann Hahn und German Bestelmeyer gewann, errangen sie neben Franz Brantzky einen der zwei zweiten Preise. 1912 folgte die erste Ausstellung seiner Plastiken in der Kölner Sonderbundausstellung. Es folgten 1914 die Ausstellung Rheinische Expressionisten in der Galerie Flechtheim in Düsseldorf, zusammen mit August Macke und Max Ernst, und 1922 die Ausstellung in der Dresdener Galerie Arnold, zusammen mit Karl Schmidt-Rottluff.
Nach dem Ersten Weltkrieg, an dem er als Soldat teilgenommen hatte, lebte er in Percha und in Radebeul, dort mit Bernhard Weyrather und Otto Ziller.
Viele seiner Arbeiten gingen in der Zeit des Nationalsozialismus verloren oder wurden zerstört, darunter die Monumentalplastik „Michael hilf!“, die er 1928 zunächst als Gipsmodell entworfen hatte. Anschließend in Kupfer getrieben war die den Erzengel und Drachenbezwinger Michael darstellende Figur mit 15 Metern Höhe sein größtes und bekanntestes Werk und stellte bis dahin den Höhepunkt seiner bildhauerischen Laufbahn dar. Als Kriegerdenkmal des Ersten Weltkriegs für Gefallene wurde sie 1932 im Eingangsbereich des Grenzlandstadions in Rheydt aufgestellt, aber schon 1940 wieder beseitigt und für den Kriegsbedarf eingeschmolzen.
In den 1930er Jahren erfolgte eine intensive bildhauerische Tätigkeit, dann ab 1940 bis zu seinem Tod die Hinwendung zu einer anthroposophisch orientierten Malerei.
Er starb in seinem Atelier, in der von ihm 1935 gegründeten anthroposophischen Hofgemeinschaft Mucherwiese in Bad Honnef, wohin er sich mit gleichgesinnten Freunden in der Nazi-Zeit zurückgezogen hatte.
Der schriftliche Nachlass Kniebes befindet sich im Rheinischen Archiv für Künstlernachlässe in Bonn.